# Аллам, Магди
Магди Кристиано Аллам (араб. مجدي علام Māǧdī ʿAllām‎, итал. Magdi Cristiano Allam; род. 22 апреля 1952) — итальянский журналист и политик египетского происхождения, известен своей критикой ислама и статьями о взаимоотношениях Западной культуры и Исламского мира. На пасху 2008 года перешёл из ислама в католичество.
В 2009 году избран в Европейский парламент от Италии, в 2010 году — депутатом регионального совета Базиликаты.

## Биография
Родился в 1952 году в Каире в мусульманской семье. Его мать Сафейя работала няней в итальянской семье Каччиа (Caccia) в Каире, в 1956 году отдала сына в католическую школу Конгрегации сестёр-миссионерок благочестивых матерей Нигриции (Suore missionarie pie madri della Nigrizia). В двадцатилетнем возрасте приехал в Италию и поступил в Римский университет Ла Сапиенца и впоследствии окончил его по специальности «социология», в 1987 году получил итальянское гражданство. 22 марта 2008 года перешёл в христианство, обряд крещения провёл Папа Бенедикт XVI в сослужении тридцати кардиналов, крёстным отцом стал политик Маурицо Лупи, Аллам получил в крещении имя Кристиано. 30 ноября 2008 года он объявил о создании партии Борцов за христианскую Европу (Protagonisti per l’Europa Cristiana), в 2009 году избран в Европейский парламент, в том же году стал вдохновителем новой партии — «Я люблю Италию» (Io Amo l’Italia). В 2013 году опубликовал в газете il Giornale статью, в которой объявил об отдалении от церкви, при этом заметив, что одной из причин такого шага стал "религиозный релятивизм [Католической церкви], в частности легитимизация [ею] ислама в качестве истинной религии". Аллам также заявил, что останется христианином, однако при этом он "больше не верит в церковь". В 2014 году вступил в партию Братья Италии – Национальный альянс и принял участие в европейских выборах, но не был переизбран в Европарламент.
В возрасте пятнадцати лет Аллам был задержан и подвергнут допросу мухабаратом по подозрению в шпионаже в пользу Израиля, причиной для таких подозрений по всей видимости послужила связь Аллама с еврейской девушкой.

### Личная жизнь
Магди Кристиан Аллам женат на итальянке-католичке Валентине Коломбо, которая родила ему сына Давида. Он также имеет двух детей от предыдущего брака — София и Алессандро.

## Книги
- Saddam. Storia Segreta di un Dittatore («Саддам. Секретная история одного диктатора», 2002)
- Jihad in Italia. Viaggio nell’Islam Radicale («Джихад в Италии. Путешествие в радикальный ислам», 2002)
- Bin Laden in Italia. Viaggio nell’Islam Radicale («Бин Ладен в Италии. Путешествие в радикальный ислам», 2002)
- Diario dall’Islam («Дневник ислама», 2002)
- Kamikaze made in Europe. Riuscirà l’Occidente a sconfiggere i terroristi islamici? («Камикадзе made in Europe. Сможет ли Запад победить мусульманских террористов?», 2004)
- Vincere la paura: La mia vita contro il terrorismo islamico e l’incoscienza dell’Occidente («Побеждая страх. Моя жизнь против мусульманского терроризма и бессознательности Запада», 2005)
- Io amo l’Italia. Ma gli italiani la amano? («Я люблю Италию. Но любят ли её итальянцы?», 2006)
- Viva Israele («Да здравствует Израиль», 2007)